# Osteospermum
- Commons
- Wikispecies

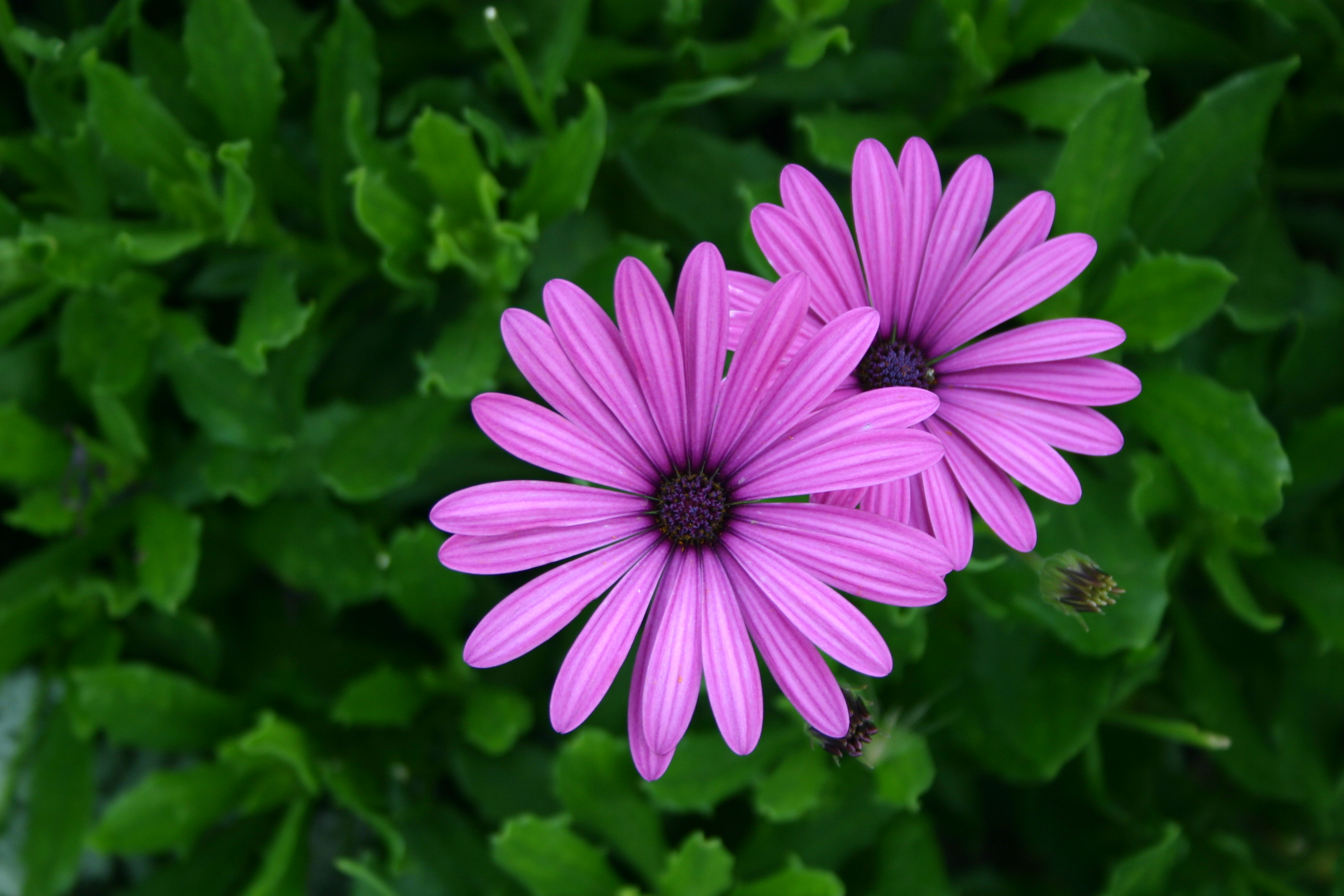
Osteospermum barberae.

Osteospermum é um género botânico pertencente à família Asteraceae.
O nome científico deriva do grego osteon=osso e do latim spermum=semente.

## Espécies

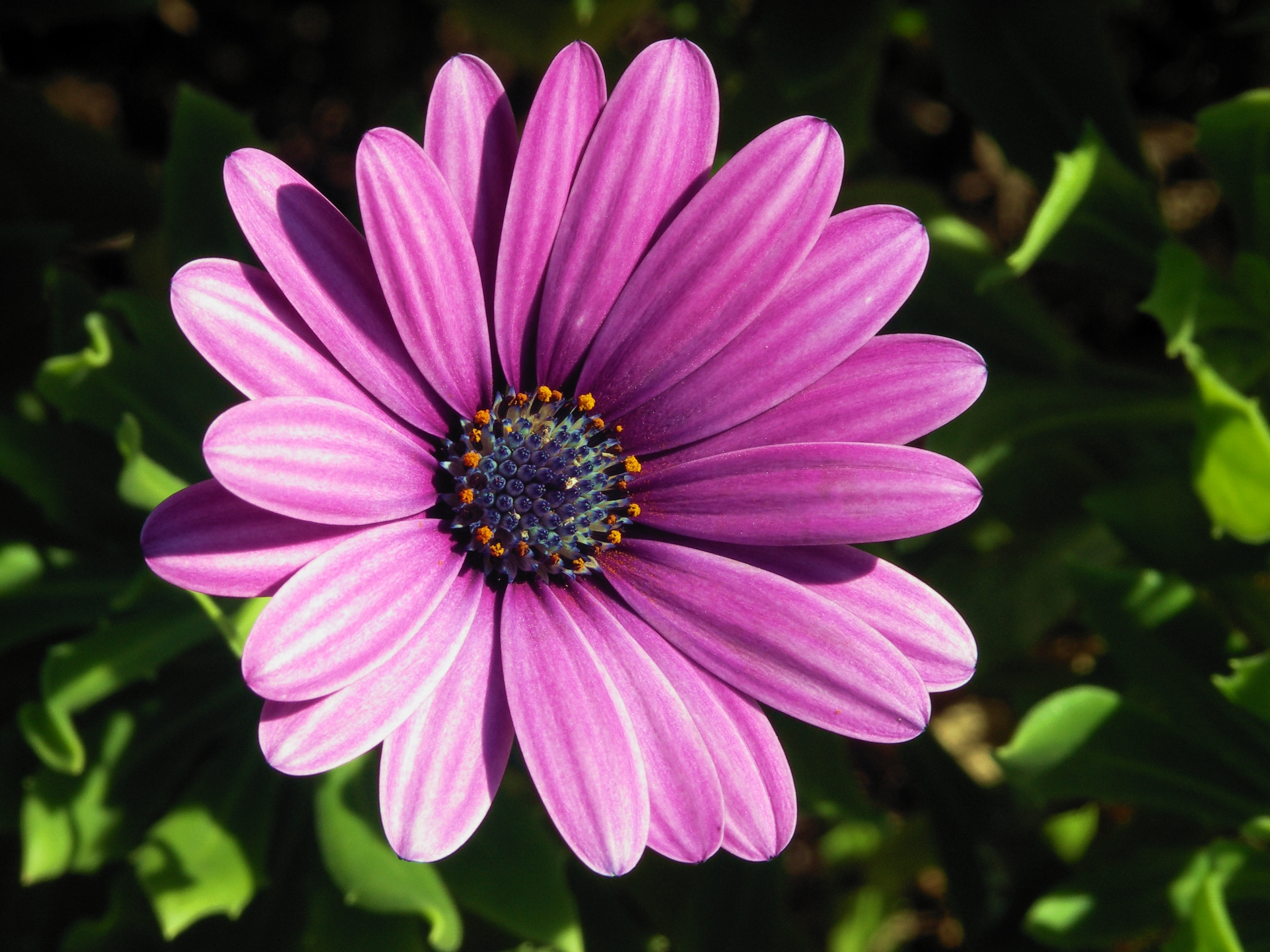
Osteospermum ecklonis.

| - Osteospermum acanthospermum - Osteospermum amplectens - Osteospermum attenuatum - Osteospermum australe - Osteospermum barberae - Osteospermum burttianum - Osteospermum calendulaceum - Osteospermum caulescens - Osteospermum clandestinum - (sinónimo de Tripteris clandestina) - Osteospermum dentatum - Osteospermum ecklonis - Osteospermum fruticosum - Osteospermum grandidentatum - Osteospermum grandiflorum - Osteospermum hyoseroides - Osteospermum imbricatum | - Osteospermum jucundum - Osteospermum microphyllum - Osteospermum monocephalum - Osteospermum muricatum - Osteospermum oppositifolium - Osteospermum pinnatum - Osteospermum polygaloides - Osteospermum potbergense - Osteospermum rigidum - Osteospermum rotundifolium - Osteospermum sinuatum - (sinónimo de Tripteris sinuata) - Osteospermum spinescens - Osteospermum subulatum - Osteospermum tomentosum - Osteospermum triquetrum |

Um estudo filogenético revelou que várias mudanças teriam que ser feitas neste género:
- A secção Blaxium pertencendo ao géneroDimorphotheca
- O subgénero Tripteris teria que ser separado do género Osteospermum
- O género Oligocarpus teria que ser separado do género Osteospermum
- A espécie Osteospermum sanctae-helenae, endémica de Santa. Helena, pertencendo ao género Oligocarpus.

Novas espécies têm sido decobertas, tais como: O. australe, O. burttianum e O. potbergense.

## Classificação do gênero
| Sistema | Classificação                                 | Referência               |
| ------- | --------------------------------------------- | ------------------------ |
| Linné   | Classe Syngenesia, ordem Polygamia necessaria | Species plantarum (1753) |

1. ↑  «Osteospermum — World Flora Online». www.worldfloraonline.org. Consultado em 19 de agosto de 2020